# Messier 77
Messier 77 (còn gọi là  NGC 1068 ,  Cetus A) là một thiên hà xoắn ốc có thanh nằm cách Trái Đất 47 triệu năm ánh sáng trong chòm sao Kình Ngư (Cetus).  Messier 77 là thiên hà hoạt động với một Nhân thiên hà hoạt động (AGN), nó bị che khuất bởi bụi khi quan sát ở bước sóng khả kiến. Đường kính của đĩa phân tử và plasma nóng cùng với các vật chất che khuất đã được đo lần đầu tiên ở bước sóng radio bởi VLBA và VLA. Bụi nóng xung quanh nhân thiên hà sau đó được đo ở bước sóng hồng ngoại trung bởi thiết bị MIDI của VLTI. M77 là thiên hà Seyfert và kiểu 2.

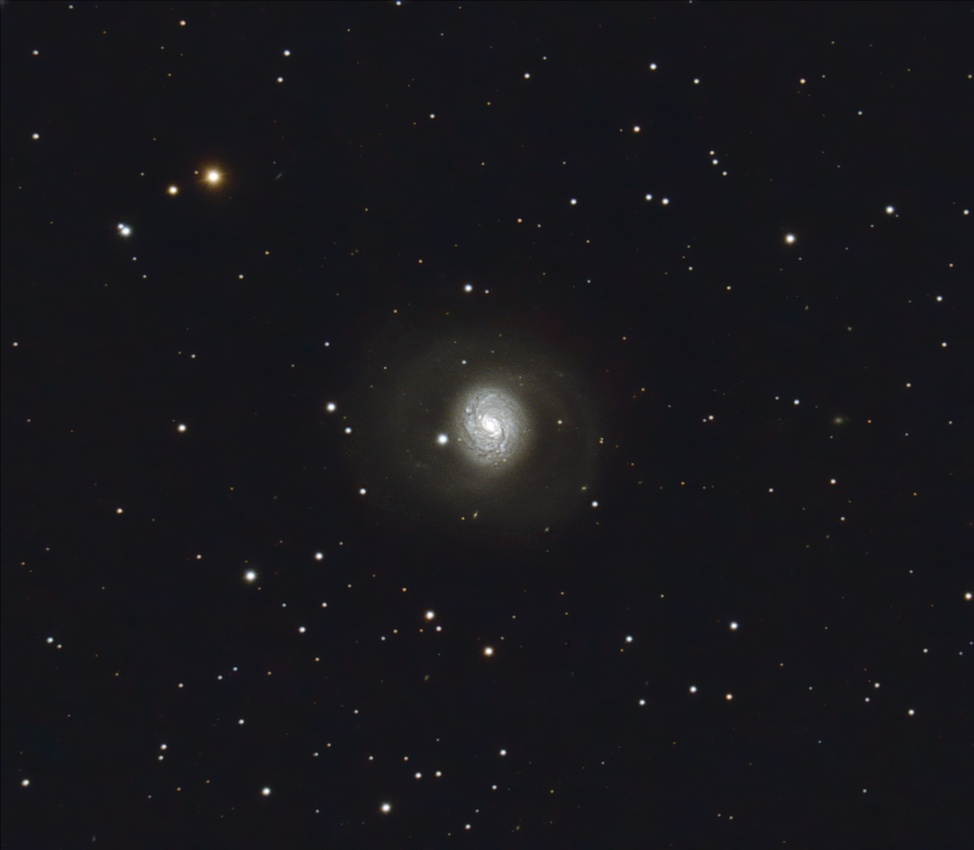
M77 qua kính thiên văn nghiệp dư.

Messier 77 có đường kính khoảng 170.000 năm ánh sáng.

## Lịch sử
Messier 77 được Pierre Méchain phát hiện năm 1780, ban đầu ông miêu tả nó là một tinh vân.  Méchain sau đó thông báo tới Charles Messier, và ông liệt kê vào danh lục Messier.K. G. Jones (1991). Messier's Nebulae and Star Clusters (ấn bản thứ 2). Cambridge: Cambridge University Press. ISBN 0-521-37079-5.</ref>  Cả Messier và William Herschel miêu tả thiên hà này là một cụm sao.  Ngày này ta biết thiên thể này là thiên hà.

## Gallery

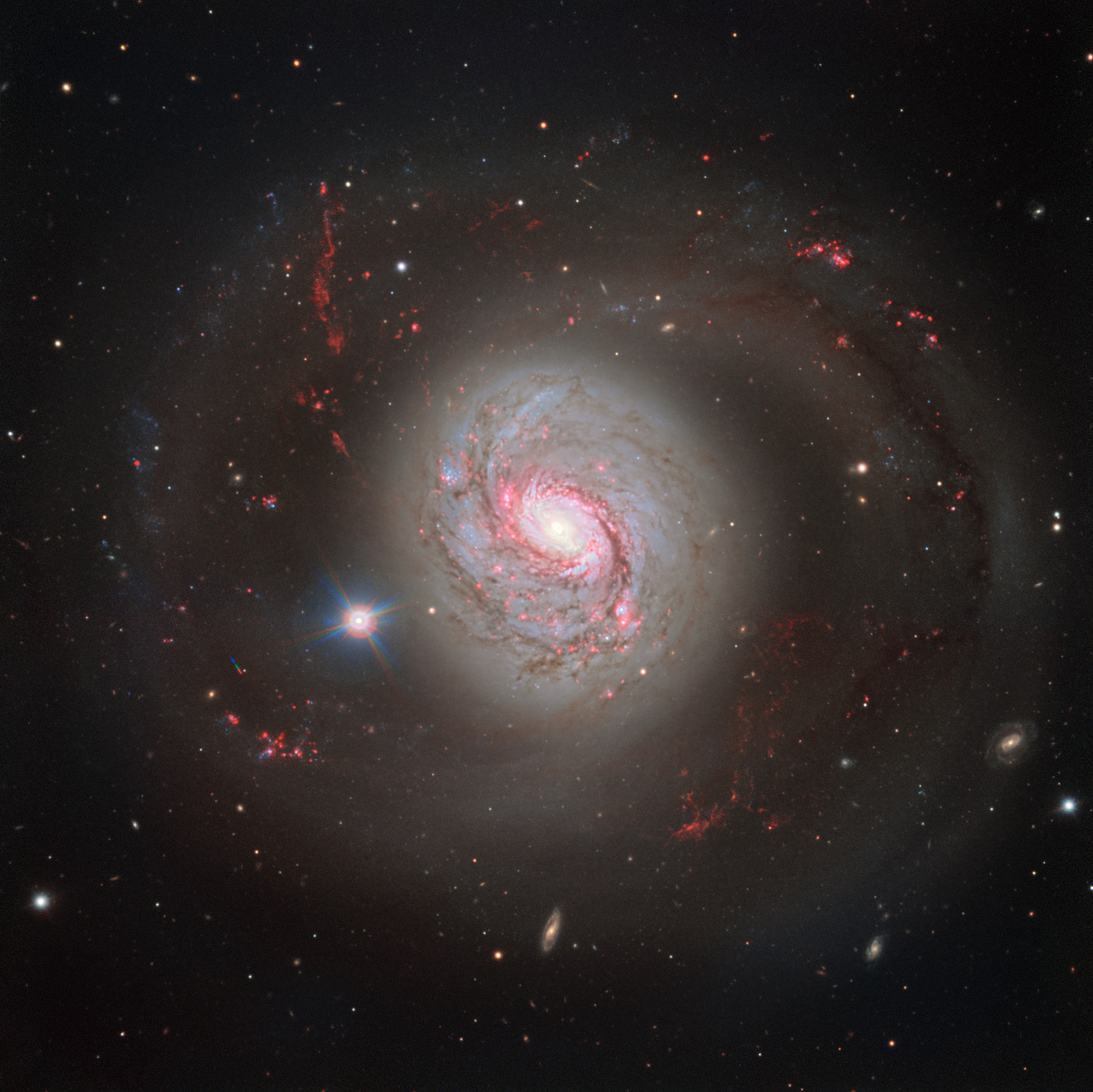
Messier 77 image showcasing its glittering arms criss-crossed with dust lanes.
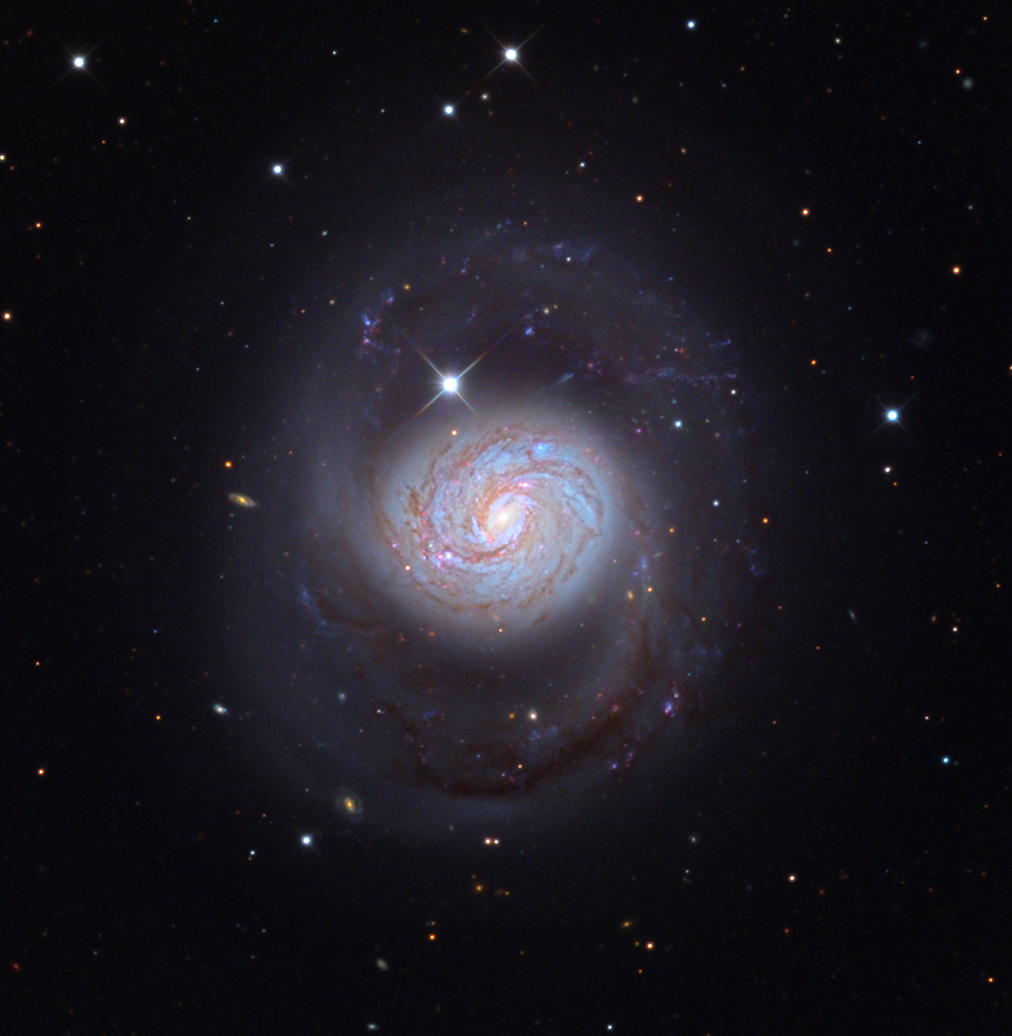
Messier 77 broadband (RGB) seen by the Mount Lemmon SkyCenter.
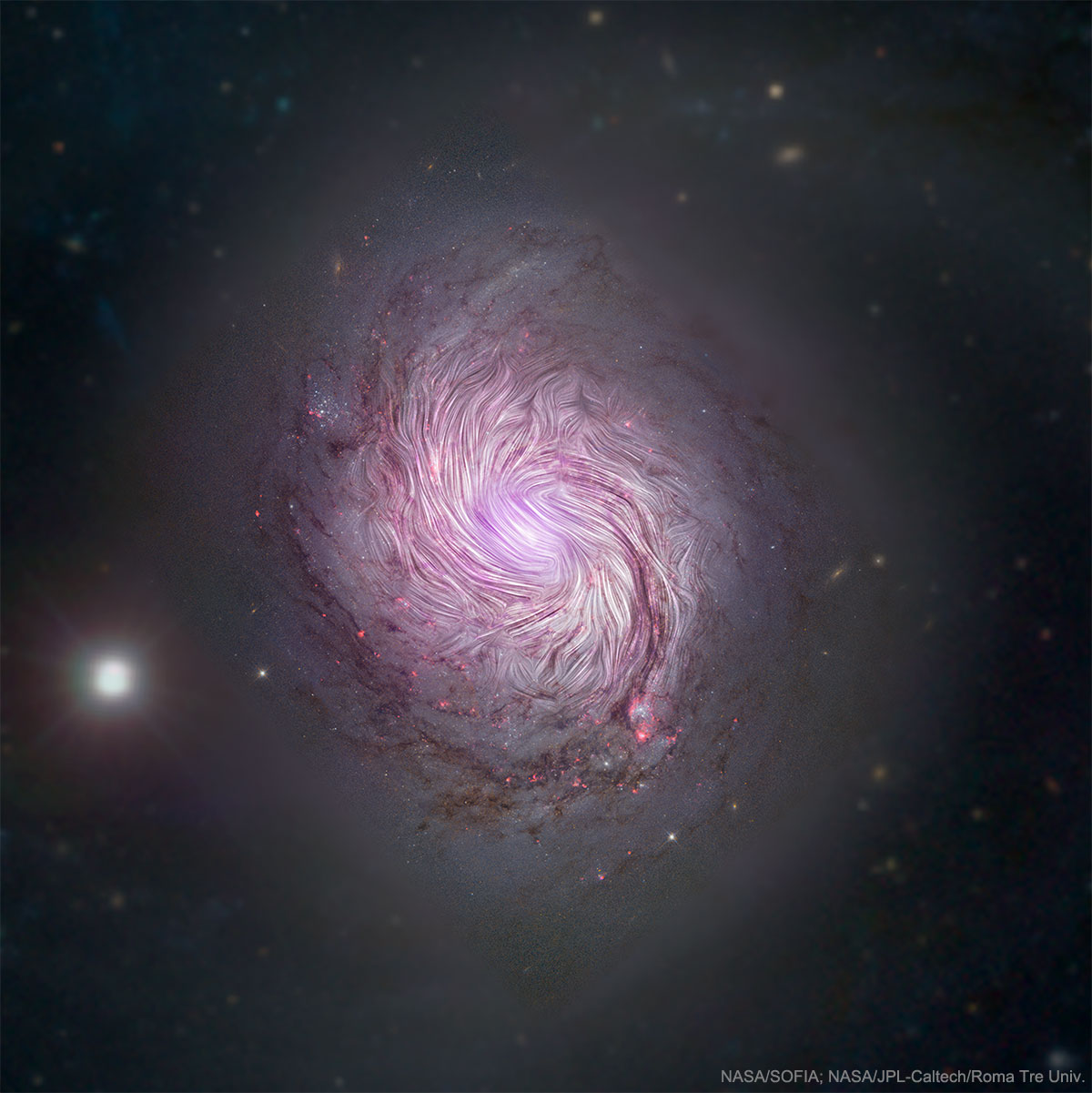
Magnetic fields in M77